# 费利克斯·捷尔任斯基
费利克斯·埃德蒙多维奇·捷尔任斯基（波蘭語： [ˈfɛliks dʑerˈʐɨɲsci]；1877年9月11日—1926年7月20日），波蘭族革命家，俄国共产党（布）与苏维埃俄国领导人之一。十月革命後的国内战争中，他指挥着克格勃的前身── 全俄肃清反革命及怠工非常委员会（通称“契卡”），大规模地實施紅色恐怖，打击国内的反革命因素。

捷尔任斯基家族使用波兰立陶宛联邦贵族的萨姆孙（Samson）纹章。

## 革命生涯
1877年，捷尔任斯基出生于沙皇俄国治下的白俄罗斯明斯克省瓦洛任斯基区的一个波兰贵族家庭。年少时致力于成为天主教牧师。捷尔任斯基年轻时致力波兰和立陶宛的革命运动。在维尔纽斯上学时，曾被校方以参与革命活动为由开除。
1895年在考纳斯加入马克思主义团体——立陶宛社会民主党，并在1899年成为波兰王国和立陶宛社会民主党创始人之一。革命期间捷尔任斯基多次被捕，被流放西伯利亚。他曾两次逃跑，来到柏林后再次参加了1905年革命，革命失败后于当年7月被公共安全与秩序保卫部逮捕，10月因大赦而得以释放。1906年4月23日至5月8日参加在瑞典斯德哥尔摩举行俄国社会民主工党第四次代表大会，促成波兰王国和立陶宛社会民主党与俄国社会民主工党的联合。7月至9月前往圣彼得堡，后返回华沙，当年12月再次被捕。1907年6月保释出狱。俄国社会民主工党第五次代表大会时缺席被选入俄国社会民主工党中央委员会。1912年刑满释放不久就又因革命活动被关押于莫斯科监狱。
1917年获释，随即加入布尔什维克党。捷尔任斯基忠实和廉正的人物性格，使他迅速的得到了组织的认可，称其为“钢铁的菲利克斯”（俄语：Желе́зный Фе́ликс）。

## 契卡领袖
苏联当时的最高领导人列宁将捷尔任斯基视为革命英雄，并任命他去组建一支力量来对抗国内的政治威胁。1917年12月20日，人民代表大会宣布正式建立全俄肃清反革命及怠工非常委员会——常被简称为契卡（俄语字母缩写ВЧК）。契卡在获得了大笔资源后，开始大规模地打击国内任何可察觉的反革命因素。随着俄国内战的扩大，捷尔任斯基也同时开始组建国内的安全部队来加强契卡的权威。列宁给予他们巨大的权力。捷尔任斯基一直在他的卢比扬卡办公室中挂有波兰德国女革命家罗莎·卢森堡的肖像。除了节假日回家外，捷尔任斯基常年住在办公室。
捷爾任斯基所領導的契卡，對於镇压敌人手段相當严厉，对俄皇尼古拉二世一家人就行秘密审判和處決。全俄大量的反对革命者被未经审讯即被枪决，而且不仅仅是政敌，知识分子、资本家和神職人員（東正教天主教神父、新教牧師、猶太教拉比）仅因他们的身份而被枪决捷尔任斯基本人说过：“我们代表的就是自我组织的恐怖主义——这话要先说清楚。”，“红色恐怖包括了实施恐怖政治，逮捕和消灭阶级敌人，消灭他们的阶级联盟，消灭他们在革命前所的扮演的角色。”。他的绰号“钢铁般的费利克斯”正是这一点的最好写照。據估計，從1917年到1922年改制為止，契卡处决人数在14万至50万之间。
十月革命的很多参与者这样评价捷尔任斯基：“他生活下去只需要三样东西：工作、面包和清水。”捷尔任斯基从不看戏或看电影，他甚至没有自己的家，只有办公室。捷尔任斯基给许多人留下的最深的印象就是，“那双深陷的眼睛闪烁着狂热信仰的冰冷的光芒。他从来都不眨眼，似乎他的眼皮是瘫痪的。”
1921年，苏维埃政权基本在全俄各地运行起来，国内斗争形式趋于好转，捷尔任斯基签发了这样的命令：“苏维埃不应把那些从事小偷小摸和投机倒把的工人直接送到监狱，而应留在工厂被好人感化；除非从事恐怖和公开的暴力活动，政治犯不再立即枪决。”
1922年俄国内战结束后，契卡被改制成为内务人民委员部的一个部门，但这并未削弱捷尔任斯基的权力：1921－1924年，他被任命为國家政治保衛局部长、通讯部部长、最高国民经济委员会部长等职。1925年12月成為苏联共产党中央政治局候补委员。
1925—1926年间他反对政府的经济政策，认为需要改变经济管理体制，克服官僚主义，否则会出现葬送革命的独裁者。苏联那时约有500万流离失所的儿童，捷尔任斯基任“改善儿童生活委员会”主席，救济了大批孤儿，其中有8人后来成为科学院院士。 1926年7月20日，捷尔任斯基在莫斯科发起了长达两个多小时的、针对布尔什维克中央机构的演讲，猛烈抨击由托洛茨基、季諾維耶夫和加米涅夫领导的联合反对派，同日就因心肌梗塞逝世。他的职位由同为波兰裔的维亚切斯拉夫·鲁道福维奇·缅任斯基接替。

## 曾任职位
内务人民委员、西南方面军后勤部长、全俄中央执委委员会改善儿童生活委员会主席、改善莫斯科工人生活委员会主席、交通人民委员、全俄肃反委员会主席、内务部人民委员、苏联人民委员会国家政治保安总局局务委员会主席、苏联最高国民经济委员会主席、苏联中央执行委员会主席、苏联共产党中央政治局候补委员、苏联中央执行委员会委员。

## 纪念
他的名字和肖像被克格勃机关、苏联及其盟国广泛使用，有六个城镇以他的名字命名。在俄罗斯有三个城市叫捷尔任斯基，一个城市叫捷尔任斯克。俄罗斯以外，白俄罗斯明斯克州有城市名捷尔任斯克，乌克兰也有两个叫捷尔任斯克的城市。第二次世界大战期间的著名战场场景之一——位于斯大林格勒的捷尔任斯基拖拉机制造厂也是为纪念他而命名。在白俄罗斯亦有一座捷尔任斯基诞生地纪念馆。原克格勃总部前亦有捷尔任斯基紀念碑，但在八一九事件后被民衆拆除，后于2012年被重立于原址，作为秩序的象征。 2004年的9月11日，俄罗斯政府重塑了塑像并重新树立起来。苏联官方的评价也被保留了下来：“在阴谋和反革命行动接连不断的艰难岁月里，当苏维埃大地化成一片灰烬、当为自由而斗争的无产阶级遭到自己的敌人的血腥包围之时，捷尔任斯基表现出了超人的精力，他不分昼夜、废寝忘食、孜孜不倦地坚守在自己的岗位上。工人阶级的敌人憎恨他，但又不得不对他肃然起敬，他高大的形象、大无畏的精神、敏锐、耿直和绝对的忠诚为他赢得了人们的尊敬。” 又在2005年，捷尔任斯基被重新树立在莫斯科警察总部外。2014年，俄罗斯总统普京恢复内务部队“捷尔任斯基”师。2017年，俄罗斯基洛夫州基洛夫市市中心的列宁大街上树立一座两米半高捷尔任斯基塑像。

## 格言
«У чекиста должна быть холодная голова, горячее сердце и чистые руки».
意为：一名契卡必须头脑冷静、内心火热、双手干净。此格言成为一种苏俄国家安全人员的荣誉准则，并编入《捷尔任斯基之歌》。

## 備註
1. ↑  俄語羅馬化：Feliks Edmundovich Dzerzhinskiy